# Oppmanna landskommun
Oppmanna landskommun var en tidigare kommun i dåvarande Kristianstads län.

## Administrativ historik
Kommunen bildades i Oppmanna socken i Villands härad i Skåne när 1862 års kommunalförordningar trädde i kraft.
Vid kommunreformen 1952 uppgick kommunen i Oppmanna och Vånga landskommun som 1974 uppgick i Kristianstads kommun.

## Politik

### Mandatfördelning i Oppmanna landskommun 1938-1946
| 8 | 12 |

| 20 |

| 10 | 10 |

| 20 |

| 9 | 8 | 3 |

| 20 |